# Hypoxis galpinii
Hypoxis galpinii är en enhjärtbladig växtart som beskrevs av John Gilbert Baker. Hypoxis galpinii ingår i släktet Hypoxis och familjen Hypoxidaceae. Inga underarter finns listade i Catalogue of Life.